# Einar Arnórsson
Einar Arnórsson (24 de fevereiro de 1880 – 29 de março de 1955) foi um político islandês. Ocupou o cargo de Primeiro-ministro da Islândia de 4 de maio de 1915 até 4 de janeiro de 1917.